# Berdigestjach
Berdigestjach (in lingua russa Бердигестях, in sacha Бэрдьигэстээх Bėrd'igėstėėch) è un villaggio di 6 462 abitanti situato nella Sacha-Jacuzia, in Russia. È stato fondato nel 1931 ed è il centro amministrativo del Gornyj ulus. Si trova sulle rive del fiume Matta (nel bacino della Lena. È collegata dalla strada A331 "Viljuj" alla capitale Jakutsk, situata 185 km a ovest.